# SHINAGAWA CITY BASKETBALL CLUB
SHINAGAWA CITY BASKETBALL CLUB（しながわシティ バスケットボールクラブ）は、日本のプロバスケットボールクラブ。B3リーグに所属する。本拠地は東京都品川区。
運営法人は東京プロバスケットボール株式会社。
略称は「品川」、愛称は「しながわシティ」。
創設から2021年まで東京サンレーヴス 
(Tokyo Cinq Rêves) と称していた。同年より日本理化工業所の大栗崇司が社長に就任し、フットサルチームに続き、しながわシティグループの一員となった。
品川区初の5人制プロバスケットボールクラブである。

## 概要
2012-13シーズンよりbjリーグに参戦。東京都を本拠地とするbjリーグチームとしては、2010-11シーズンまで23区内を中心に活動としていた東京アパッチが参戦していたが、東日本大震災の影響等で活動休止となった。
調布市にてFC東京誘致に関わった同市市民が中心となってアパッチの活動再開を目指したが、新規参入に方針転換し、別団体として設立された。アパッチの系譜を直接受けてはいないが、チームカラーなど継承しているものもある。

### チアリーダー
チアリーダーは旧アパッチ専属だった「東京ガールズ」プロデューサーの柳下容子が引き続きプロデューサーを務め、「サンレーヴスガールズ」を結成。2022-23シーズンからは「SEAGULLS」がチアリーダーとなっている。チアリーダー名の由来は、品川区の鳥カモメ科の「ユリカモメ」となる。

### アリーナMC
アリーナMCは2016-2017シーズンまでは旧アパッチ時代に6シーズン務めたMC Umeが担当している。
2017-2018シーズンからはMC LUG-Zが担当している。
2021-22シーズンからは佐山裕亮が担当している 。

### マスコット
2024-25シーズンからマスコットのSheena(シーナ)が誕生した。
身長は１７０cm。体重は軽やかに飛び跳ねられるくらい。趣味は応援グッズ作り。特技はハイタッチ。性格はおちゃめ。チャームポイントは大きな黄色いくちばしである。

### チーム名
2021-22シーズンからのチーム名は「しながわシティバスケットボールクラブ」となり、フットサル男子Fリーグの「しながわフットサルクラブ」等と合わせて、品川区初めての総合型プロスポーツクラブとなる。
2020-21シーズンまでのチーム名である「サンレーヴス（フランス語: Cinq Rêves）」は「五つの夢」を意味しており、この「五つの夢」とはチーム理念である「青少年の育成」「スポーツの振興」「地域産業の発展」「地域の活性化」「感動あるエンターテインメント」を指していた。

### ユニフォームスポンサー
- サプライヤー：LUXPERIOR

### 歴代ユニフォーム
| HOME      | HOME      | HOME      | HOME      | HOME      |
| --------- | --------- | --------- | --------- | --------- |
| 2017 - 18 | 2018 - 19 | 2019 - 20 | 2021 - 22 | 2022 - 23 |
| 2023 - 24 | 2024 - 25 | 2025 - 26 |           |           |
|           |           |           |           |           |

| AWAY      | AWAY      | AWAY      | AWAY      | AWAY      |
| --------- | --------- | --------- | --------- | --------- |
| 2017 - 18 | 2018 - 19 | 2019 - 20 | 2021 - 22 | 2022 - 23 |
| 2023 - 24 | 2024 - 25 | 2025 - 26 |           |           |
|           |           |           |           |           |

### ホームアリーナ
2023-24シーズン現在、正式なホームアリーナはないが品川区立戸越体育館での開催が最多となる。そのほか、荒川総合スポーツセンター、江戸川区総合体育館、中央区立総合スポーツセンター、日本体育大学世田谷キャンパス、目黒区立中央体育館などでホームゲームを開催した。
サンレーヴス時代は、多摩地域を中心に東京都内の各アリーナを転戦する形で使用していた。

#### B3.LEAGUE（しながわシティ）
| 23区           | 品川区立戸越体育館           | 2  | 8  | 8  | 3  |
| 23区           | 中央区立総合スポーツセンター | 5  | 4  | 2  | － |
| 23区           | 荒川総合スポーツセンター     | 2  | 6  | 6  | 2  |
| 23区           | 目黒区立中央体育館           | － | 2  | 2  | － |
| 23区           | 江戸川区総合体育館           | － | － | 4  | 4  |
| 23区           | 日本体育大学世田谷キャンパス | － | － | 2  | 4  |
| 23区           | 国立代々木競技場第二体育館   | － | － | － | 7  |
| 23区           | コナミスポーツクラブ本店     | － | － | － | 4  |
| 多摩地域       | アリーナ立川立飛             | 6  | 4  | － | － |
| 多摩地域       | エスフォルタアリーナ八王子   | 8  | 2  | － | － |
| 多摩地域       | 町田市立総合体育館           | － | － | － | 2  |
| 埼玉           | 浦和駒場体育館               | 2  | － | 2  | － |
| ホーム試合数計 | ホーム試合数計               | 25 | 26 | 26 | 26 |

#### B3.LEAGUE（東京サンレーブス）
| レギュラーシーズン | レギュラーシーズン                 | レギュラーシーズン | レギュラーシーズン | レギュラーシーズン | レギュラーシーズン |
| ホームゲーム開催地 | ホームゲーム開催地                 | 16-17              | 17-18              | 18-19              | 19-20              |
| ------------------ | ---------------------------------- | ------------------ | ------------------ | ------------------ | ------------------ |
| 23区               | 大田区総合体育館                   | 2                  | －                 | －                 | －                 |
| 23区               | 中央区立総合スポーツセンター       | 2                  | 4                  | 6                  | 2                  |
| 23区               | 東京海上日動石神井体育館           | －                 | 2                  | －                 | －                 |
| 23区               | 東京海上日動石神井スポーツセンター | －                 | －                 | 2                  | －                 |
| 多摩地域           | 武蔵野総合体育館                   | 2                  | 2                  | －                 | 2                  |
| 多摩地域           | 武蔵野の森総合スポーツプラザ       | －                 | 4                  | 2                  | －                 |
| 多摩地域           | 稲城市総合体育館                   | 6                  | 4                  | 6                  | 4                  |
| 多摩地域           | 日野市市民の森ふれあいホール       | 2                  | 4                  | －                 | －                 |
| 多摩地域           | 明星大学日野キャンパス             | －                 | 2                  | －                 | －                 |
| 多摩地域           | 小金井市総合体育館                 | －                 | 2                  | 2                  | －                 |
| 多摩地域           | 立川市泉市民体育館                 | 4                  | 2                  | －                 | －                 |
| 多摩地域           | 立川市柴崎市民体育館               | 2                  | －                 | －                 | －                 |
| 多摩地域           | アリーナ立川立飛                   | －                 | －                 | 4                  | －                 |
| 多摩地域           | エスフォルタアリーナ八王子         | 4                  | －                 | －                 | －                 |
| 多摩地域           | 多摩市立総合体育館                 | 2                  | 2                  | －                 | －                 |
| 多摩地域           | 町田市立総合体育館                 | 2                  | －                 | －                 | －                 |
| 多摩地域           | 調布市立調布中学校                 | －                 | 2                  | 2                  | －                 |
| 多摩地域           | 東村山市民スポーツセンター         | －                 | 2                  | 2                  | 2                  |
| 多摩地域           | 日本体育大学桜華中学校・高等学校   | －                 | －                 | 2                  | －                 |
| 埼玉               | 所沢市民体育館                     | 2                  | 2                  | －                 | －                 |
| 埼玉               | 越谷市立総合体育館                 | －                 | －                 | －                 | 2                  |
| 神奈川             | シンコースポーツ寒川アリーナ       | －                 | －                 | －                 | 4                  |
| ホーム試合数計     | ホーム試合数計                     | 30                 | 34                 | 28                 | 16                 |

#### bjリーグ（東京サンレーブス）
| レギュラーシーズン | レギュラーシーズン                           | レギュラーシーズン | レギュラーシーズン | レギュラーシーズン | レギュラーシーズン |
| ホームゲーム開催地 | ホームゲーム開催地                           | 12-13              | 13-14              | 14-15              | 15-16              |
| ------------------ | -------------------------------------------- | ------------------ | ------------------ | ------------------ | ------------------ |
| 23区内             | 大田区総合体育館                             | 7                  | 4                  | -                  | -                  |
| 23区内             | 東京スポーツ文化館                           | 4                  | -                  | -                  | -                  |
| 23区内             | 墨田区総合体育館                             | 2                  | -                  | -                  | -                  |
| 23区内             | 駒沢体育館                                   | 2                  | -                  | -                  | -                  |
| 23区内             | 中央区立総合スポーツセンター                 | 2                  | -                  | -                  | -                  |
| 多摩地域           | 武蔵野総合体育館                             | 3                  | 4                  | -                  | -                  |
| 多摩地域           | 稲城市総合体育館                             | 2                  | 4                  | -                  | -                  |
| 多摩地域           | 日野市市民の森ふれあいホール                 | 2                  | 2                  | -                  | -                  |
| 多摩地域           | 東久留米市スポーツセンター                   | 2                  | -                  | -                  | -                  |
| 多摩地域           | 小金井市総合体育館                           | 2                  | -                  | -                  | -                  |
| 多摩地域           | 立川市泉市民体育館                           | -                  | 2                  | -                  | -                  |
| 多摩地域           | 青梅市総合体育館                             | -                  | 2                  | -                  | -                  |
| 多摩地域           | 日本工学院八王子専門学校・東京工科大学体育館 | -                  | 2                  | -                  | -                  |
| ホーム試合数計     | ホーム試合数計                               | 26                 | 26                 | 28                 | -                  |

## 歴史

### 東京サンレーヴス時代
2011年11月、調布市にてFC東京誘致に関わった同市市民が中心となって「東京プロバスケットボール準備株式会社」を設立し、bjリーグに新規参入を申請。2012年1月に承認され、チーム名も公募により3月20日に「東京サンレーヴス」と決定した。同時に運営会社も「東京プロバスケットボールクラブ」に改称した。

#### 2012-13シーズン
初代ヘッドコーチには東京アパッチでも指揮を執った青木幹典が就任。アパッチに所属していた選手では青木康平を獲得。この他、井上聡人、栗原祐太、伊藤拓郎、佐々木クリス、高田紘久、佐藤マクファーレン優樹、ジャレッド・カーター、イリヤ・ミルティノビッチ、ジョナサン・ジョーンズ、ラシーム・バレットと契約して初年度のシーズン開幕を迎えた。10月14日、開幕2戦目の千葉ジェッツ戦を84-82で制してリーグ戦初勝利。ホーム開幕戦は10月26日に中央区立総合スポーツセンターで開催した。シーズン序盤にミルティノビッチが故障したため、デニス・カーを補強。2月にバレットとの契約を解除してリッキー・ウッズを補強したが、東地区11チーム中8位でプレイオフ進出はならず。オフに青木康平がFA移籍し、旧アパッチの選手は居なくなった。この他、高田は群馬に移籍し、佐々木は引退した。

#### 2013-14シーズン
元埼玉ブロンコスHCの山根謙二が球団代表兼ゼネラルマネージャーに就任。青木HC体制の2シーズン目の外国籍選手はリッキー・ウッズ、エドワード・モリスおよびアンソニー・ストーバーの3名。日本人選手では井手勇次、金井賢治、八幡幸助、師玉祐一が新たにチームに加わり開幕を迎えた。10月12日、チーム開幕戦のアウェイ・琉球ゴールデンキングス戦で井手の34得点の活躍などでウエスタンの優勝候補を破る幸先の良いスタート（このシーズンでアウェイで琉球に勝利したのは東京と大分のみ）。しかし、その後は大型連敗を繰り返して下位に低迷。3月に澤地サミュエル・ジュニアと4人目の外国籍選手としてレミー・ボスウェルを補強したが、ボスウェルは出場2試合のみでチームを去った。最終順位は9位。個人記録としては、ブロックランキングでアンソニー・ストーバーが1位（2.9）となった。

#### 2014-15シーズン
山根GMは前シーズン限りで退団。青木HCは続投。大森勇、下田悠介、目健人、ロン・ヘイルIII、ジェマール・ファーマー、マイケル・ハート、ウィル・フォスターと新たに契約した。4戦目を終えたところでヘイルIIIとの契約を解除し、クリス・ブラウンと契約。2月にハートと契約解除し、ゼイン・ノールスと契約した。開幕のアウェイ・埼玉戦で球団初の開幕連勝スタートを切ったが結果的にこれがシーズン唯一の連勝となった。その後は18連敗を2度喫するなど低迷し、最終的に埼玉にも順位を抜かれてリーグ全体最下位でシーズンを終えた。個人記録としては、	ウィル・フォスターがリバウンドランキングで1位（13.7）、ブロックランキングでも1位（3.5）となった。

#### 2015-16シーズン
河内健一がHC、東松弘純をACとする新体制が発足。選手も下田悠介と師玉祐一以外は退団し（井上聡人はシーズン中に復帰）、旭康介など新人やプロ経験の浅い若手選手を多く集めて全く新しいチームとなった。開幕から6連敗を喫した後、7戦目の埼玉戦（立川市泉市民体育館）で初勝利を挙げたものの、それ以降は再び連敗が続き、年を跨いで4月に再び埼玉に勝利するまで39連敗を喫した。最終戦の横浜戦にも勝利したものの、シーズン5勝（内2勝は広島ライトニング主催ゲーム2試合が広島側の都合により中止となったことによる不戦勝）でイースタン12チーム中12位。個人記録としては、 アンドレ・マレーがスティールランキングで1位（2.3）となった。

#### 2016-17シーズン
所属していたbjリーグが再編され、B3リーグに所属することになった。HCは引き続き河内健一が務める。
選手は#0佐藤マクファーレン優樹、#2旭康介、#3亀崎光博、#5田中良拓、#6佐野隆司、#7ジャメイン・グリーン、#10井上聡人、#11R.J.スローソン、#12ジョサイヤ・ヒース、#14大城侑朔、#15清水隆平、#22武田倫太郎、#25草野佑太、#30高橋幸大、#31師玉祐一、プィ・エリマン、権田隆人、エリック・アンダーソン、ブレナンマッケルロイ、アンドレ・マレーと契約した。
ファーストステージは1勝9敗で6チーム中5位。レギュラーシーズンは13勝19敗で9チーム中5位。ファイナルステージは4勝6敗で6チーム中4位（ファーストとファイナルは企業チームは参加しないため参加チーム数が異なる）。総合勝点では9チーム中5位だった。個人記録としては、フリースローランキングで高橋幸大が2位（86.36％）となった。

#### 2017-18シーズン
河内に代わり、前香川HCのジョー・ナバーロが新HCに就任した。
選手は#2山口健大、#3アンドレ・マレー、#5清水隆平、#6ドリュー・マーティン、#7大野陽平、#8兼子勇太、#9坂井耀平、#11上松大輝、#14前村哲也、#19前田英典、#21プィ・エリマン、#25草野佑太、エルハジ・イブラヒマ・セック、マーテル・バロン、藤由曙大、佐藤マクファーレン優樹、小林大起、水谷慎之介、伊藤尚人、木下勲、ジージオ・べイン、パパ・ブーバカー・サーと契約した。
ファーストステージは1勝9敗で6チーム中最下位。レギュラーシーズンは5勝27敗で9チーム中8位。ファイナルステージは2勝18敗で6チーム中最下位。総合勝点は9チーム中6位だった。個人記録としては、アンドレ・マーレーがスティールランキングで1位（2.17）、得点ランキングで2位（20.40）、年間ベスト5の表彰となった。

#### 2018-19シーズン
ナバーロ体制の2シーズン目だったが、シーズン途中の2018年12月にナバーロとの契約を解除。菅原恭一、楠本和生を経て、前岩手HCの岡田修がHCに就任。
選手は#3高橋幸大、#6金井賢治、#7大野陽平、#9坂井耀平、#14冨岡大地、#19中村友也、#20ジョセフ・ウォルフィンガー、#23佐々木優希、#25田中幸之介、#31クリストファー・オリビエ、#43エルハジ・イブラヒマ・セック、#10プィ・エリマン、山田安斗夢、カークランド・ディアンジェロ、田渡敏信、満島光太郎、木村嗣人と契約した。
ファーストステージは7勝5敗で7チーム中3位。レギュラーシーズンは21勝15敗で10チーム中5位。ファイナルステージは7勝5敗で7チーム中3位。総合勝点は10チーム中3位だった。勝利数を大幅に増やし、B3.LEAGUE参入後最高の成績を記録した。個人記録としては、山田安斗夢がスティールランキングで2位（1.92）、アシストランキングで3位（5.39）、年間ベスト5の表彰となった。

#### 2019-20シーズン
このシーズンからB3リーグのステージ制が廃止され、レギュラーシーズンのみとなった。岡田修が引き続き指揮を執っていたが、2019年12月に契約解除となった。以後の指揮は松井泰仁がHC代行に就任して執っていたが、2020年3月25日に本人の申し出により契約解除となった。選手は#3勢理客志遠、#4佐竹宥哉、#5佐藤優樹、#8枡田祐介、#9坂井耀平、#10遥天翼、#13本間遼太郎、#22ジョシュア・クロフォード、#23佐々木優希、#32マイケル・クレイグ、#54	澤地サミュエルJr.、#77青木太一、エルハジ・イブラヒマ・セック、クリストファー・オリビエ、野上淳史、草野佑太と契約した。
	新型コロナウイルス感染拡大によりリーグが中止。これに伴い、シーズン通しての成績は14勝26敗。9位で終えた。個人記録としては、ジョシュア・クロフォードがリバウンドランキングで1位（12.47）、ブロックショットランキングで3位（1.32）となった。遥天翼が年間ベスト5に表彰された。

#### 2020-21シーズン
2020年7月8日、スポンサー企業の撤退・倒産により、運営資金の目途が立たなくなり、B3.LEAGUEからの退会を発表した。尚、B3.LEAGUEはクラブの退会理由を考慮し、特例により2021-22シーズンの参加資格の申請を受け付けることを、併せて発表した。2020-21シーズンは#8枡田祐介と#23佐々木優希、および埼玉ブロンコスから加入した#19中村友也と#10清水隆平を主力に東京都社会人連盟に加盟し、全日本社会人選手権東京都予選にエントリーし優勝した。

### しながわシティ時代

#### 2021-22シーズン
このシーズンより「しながわシティ バスケットボールクラブ」に改名。運営会社は東京プロバスケットボールクラブ株式会社のままとし、実質的運営はJ3の栃木シティFCの代表でもあり、Fリーグ1部に所属するしながわシティフットサルクラブの代表でもある、大栗崇司が代表を勤めることとなった。運営会社の住所などはフットサルのしながわシティと同じ住所である。
ヘッドコーチには東京海上日動ビッグブルーにてアシスタントコーチを務めていた佐野智郎が就任。アシスタントコーチに福田秀憲が就任。
継続選手は#8枡田祐介（CAP）、#10清水隆平の2人。
新規日本人選手は#0関口サムエル（八王子ビートレインズ）、#6尾形界龍（アースフレンズ東京Z）、#7小川京介（佐賀バルーナーズ）、#11長澤亮太（東京エクセレンス）、#21高橋健太（鹿児島レブナイズ）、#24鈴木悠介（青森ワッツ）、#47平良彰吾（ライジングゼファーフクオカ）、#55伊澤実孝（山形ワイヴァンズ）の8人。
新規外国籍選手は#23フィリップ・アブ（留学実績/岐阜スゥープス）、#50ジージオ・ベイン（金沢武士団）の2人と契約した。
10月16日の金沢武士団戦で改名後初勝利、翌日も勝利し、連勝となった。11月30日には、サンレーヴス時代の東京バスケットボールクラブ社長であった原島敬之が社長に就任した。
2022年3月9日に高橋健太が契約解除となった。
2022年3月11日に鈴木悠介が愛媛オレンジバイキングスにレンタル移籍した。
シーズン途中に#12高山瑠晟（新人）、#13チャンセラー・ゲッティーズ（豊田合成スコーピオンズ）、#22ミトロヴィチュ・アレクサンダ（新人）、#69藤村祐輔（新人）、#91大原侑之（新人）と契約した。
2022年3月31日に藤村祐輔が契約解除となった。
6勝45負の成績で15チーム中14位の成績でシーズンを終えた。個人記録としては、チャンセラー・ゲッティーズが4回のトリプルダブルを達成した。
尾形界龍、清水隆平がレギュラーシーズンの全51試合（1試合開催中止）に出場した。

#### 2022-23シーズン
スローガン：CIVIC PRIDE 2022 粘り強く そしてエキスパートに
佐野体制の二年目。球団社長に沢田洋和が就任した。
継続は選手は#0関口サムエル、#10清水隆平（CAP）、#11長澤亮太、#91大原侑之の4人。
新規日本人選手は#1上松大輝（CAP/鹿児島レブナイズ）、#2堀内星夜（新人）、#13山田昴志（さいたまブロンコス練習生）、#15小野晃弘（ライジングゼファーフクオカ練習生）、#31佐々木悠斗（トライフープ岡山）、#92國兼宗次朗（新人）、#93高橋育実（鹿児島レブナイズ練習生）の7人。
新規外国籍選手は#2アドネシー・ジョシュア・ブラマー（海外リーグ）、#5マーク・セントフォート（福島ファイヤーボンズ）、#22レナルド・ディクソン（青森ワッツ）の3人と契約した。
前シーズン在籍していた、尾形界龍とジージオ・ベインは立川ダイス、平良彰吾とフィリップ・アブは湘南ユナイテッドBC、小川京介とチャンセラー・ゲッティーズは海外クラブ、鈴木悠介は山形ワイヴァンズと契約した。
枡田祐介（引退）、伊澤実孝、高山瑠晟、ミトロヴィチュ・アレクサンダは契約満了となった。
2023年1月20日に山田昴志が契約解除となった。
2023年2月17日に#7相馬迅（特別指定/浜松学院大学）と契約した。
9勝43負の16チーム中16位でシーズンを終える。個人記録としては、得点ランキングでアドネシー・ジョシュア・ブラマーが2位（24.98）、アシストランキングで上松大輝が2位（6.04）となった。

#### 2023-24シーズン
スローガン：不撓不屈-CIVIC PRIDE-
佐野体制の三年目。
継続選手は#15小野晃弘、#3堀内星夜、#93高橋育実、#22レナルド・ディクソンの4人。
新規日本人選手は#1尾形界龍（立川ダイス、2シーズンぶりの復帰）、#7上原壮大郎（バンビシャス奈良）、#9松岡仰司（新人）、#16伊藤良太（CAP/岩手ビッグブルズ）、#24関野日久（新人）、#44野原暉央（さいたまブロンコス）の6人。
新規外国籍選手は#13シャクアン・ジュールズ（アメリカ大学）、#25ハイデン・コヴァル（海外リーグ）の2人と契約した。
前シーズン在籍していた、上松大輝は山口パッツファイブ、佐々木悠斗は豊田合成スコーピオンズ、アドネシー・ジョシュア・ブラマーは岐阜スゥープスと契約した。
清水隆平（引退）、長澤亮太（引退）、大原侑之（引退）、國兼宗次朗、マーク・セントフォート、相馬迅（特別指定選手）は契約満了となった。
天皇杯では二次ラウンド初戦で天理大学に98-47で勝利。準決勝でB1の信州ブレイブウォリアーズに63-75で敗戦した。
2023年10月7日の開幕戦である山口パッツファイブ戦を84-67で勝利、翌日も95-80で勝利し、名称変更後初めての開幕節二連勝を飾った。
2024年1月15日に練習生だった#4桜井理人（新人）と選手契約を締結した。
2024年1月19日に#5永野雄大（日本体育大学）と特別指定契約を締結した。
2024年1月21日に行われた立川ダイス戦にて伊藤良太が、B3リーグ記録の1試合最多10スティールを達成した。尚、10スティールはB1とB2を含めても歴代最多の記録となる。
2024年1月26日に#60クベマ・ジョセフ・スティーブ（専修大学/留学実績）と選手契約を締結した。
2024年2月14日に、シャクアン・ジュールズが契約解除となった。
2024年2月16日に、#20ライアン・リチャーズ（山口ペイトリオッツ）と選手契約を締結した。
2024年4月1日と2日に「令和6年能登半島地震復興支援　金沢武士団チャリティマッチ」が開催された。バスケの聖地である代々木第二体育館で行われ、1日目は86-76で、2日目は99-64で金沢に連勝した。
20勝32負の18チーム中13位でシーズンを終える。個人記録としては、年間ベスト5に伊藤良太が表彰された。スティールランキングで伊藤良太が1位（2.21）、ブロックランキングでハイデン・コヴァルが1位（3.10）となった。尚、ハイデン・コヴァルの平均3.10ブロックはB3（B1＆B2含む）の歴代最高記録となる。
3ポイント成功率で伊藤良太が2位（39.59％）となった。また、高橋育実の15.58得点が日本人1位（全体30位）、伊藤良太のEFF15.08も日本人1位（全体41位）となる。2024年5月25日、B3チャリティオールスター2023-24に伊藤良太がTEAM EASTとして先発出場し90-89の勝利に貢献した。また、3Pシュートコンテストにも参加した。

#### 2024-25シーズン
スローガン：魂際-TAMAGIWA-
佐野体制の四年目。
継続選手は＃1尾形界龍（V-CAP）、#3堀内星夜、＃16伊藤良太（CAP）、#25ハイデン・コヴァル、#44野原暉央の5人。
新規日本人選手は#2木村遥音（特別指定/帝京平成大学）、#4矢澤海人（新人）、#7小宮優大（湘南ユナイテッドBC）、#9山根響（香川ファイブアローズ）、#10野澤登真（特別指定/白鴎大学）、#71東宏輝（V-CAP/富山グラウジーズ）、#91落合知也（越谷アルファーズ）の7人。
新規外国籍選手は＃23マイケル・クレイグ（東京ユナイテッド）、＃40ジョーダン・フェイゾン（さいたまブロンコス）の2人と契約した。
前シーズン在籍していた、高橋育実は香川ファイブアローズ、クベマ・ジョセフ・スティーブは東京八王子ビートレインズ、ライアン・リチャーズは海外クラブと契約した。
上原壮大郎（引退）、小野晃弘（引退）、桜井理人、関野日久（シーズン途中に品川と再契約）、永野雄大（特別指定選手活動終了）、松岡仰司、レナルド・ディクソン（シーズン途中に湘南→岡山→品川と契約）は契約満了となった。
天皇杯ではB1の滋賀レイクスに78-73で勝利し、今大会B3で唯一B1に勝利したチームとなった。
2024年12月10日、82-79で勝利し、横浜エクセレンスの連勝を18でストップさせた。

2025年1月16日、＃33関野日久と選手契約を締結した。
2025年2月3日、マイケル・クレイグが契約解除となった。
2025年2月6日、＃22レナルド・ディクソン（トライフープ岡山）と選手契約を締結した。
23勝29負の17チーム中10位でシーズンを終える。個人記録としては、アシストランキングでジョーダン・フェイゾンが1位（5.55）、ブロックランキングでハイデン・コヴァルが2年連続で1位（3.33）となった。尚、ハイデン・コヴァルの平均3.33ブロックは昨年度に自身が記録した3.10の歴代最高記録をさらに更新する形となった。
また、東宏輝が規定まで1本不足（52試合出場で51本成功）であったがフリースロー成功率でリーグ1位相当の89.5%を記録（リーグ1位は三重の宮﨑恭行選手88.3％）した。
尾形界龍、ハイデン・コヴァル、野原暉央、東宏輝がレギュラーシーズンの全52試合に出場した。

## 成績

### bjリーグ（東京サンレーブス）
| 年度    | レギュラーシーズン | レギュラーシーズン | レギュラーシーズン | レギュラーシーズン | レギュラーシーズン | レギュラーシーズン | レギュラーシーズン | レギュラーシーズン | 最終結果 | HC       | 備考     |
| 年度    | 勝                 | 敗                 | 勝率               | ゲーム差           | 得点               | 失点               | 得失点差           | 順位               | 最終結果 | HC       | 備考     |
| ------- | ------------------ | ------------------ | ------------------ | ------------------ | ------------------ | ------------------ | ------------------ | ------------------ | -------- | -------- | -------- |
| 2012-13 | 18                 | 34                 | .346               | 18.0(8.0)          | 76.9               | 83.7               | -6.8               | 東8位              | 17位     | 青木幹典 | 新規参入 |
| 2013-14 | 13                 | 39                 | .250               | 29.0(14.0)         | 72.0               | 85.1               | -13.1              | 東9位              | 18位     | 青木幹典 |          |
| 2014-15 | 5                  | 47                 | .096               | 36.0(14.0)         | 70.8               | 88.4               | -17.6              | 東12位             | 22位     | 青木幹典 |          |
| 2015-16 | 5                  | 47                 | .096               | 34.0(18.0)         | 69.3               | 88.4               | -19.1              | 東12位             | 23位     | 河内健一 |          |
| 計      | 41                 | 167                | .197               |                    |                    |                    |                    |                    |          |          |          |

ゲーム差は()外は1位、()内はプレイオフ圏との差をそれぞれ表している。

## タイトル・表彰

### 個人別タイトル（しながわシティ）
Season BEST5
- B3リーグ2023-24 伊藤良太

アシスト
- B3リーグ2024-25 ジョーダン・フェイゾン（5.55）

スティール
- B3リーグ2023-24 伊藤良太（2.21）

ブロックショット
- B3リーグ2023-24 ハイデン・コヴァル（3.10）
- B3リーグ2024-25 ハイデン・コヴァル（3.33）

### 個人別タイトル（東京サンレーブス）
Most Improved Player（MIP）
- bjリーグ2013-14 井手勇次

Season BEST5
- B3リーグ2017-18 アンドレ・マレー
- B3リーグ2018-19 山田安斗夢
- B3リーグ2019-20 遥天翼

リバウンド
- bjリーグ2014-15 ウィル・フォスター
- B3リーグ2019-20  ジョシュア・クロフォード（12.47）

スティール
- bjリーグ2015-16 アンドレ・マレー
- B3リーグ2017-18 アンドレ・マレー（2.17）

ブロックショット
- bjリーグ2013-14 アンソニー・ストーバー
- bjリーグ2014-15 ウィル・フォスター

## 主な記録

### 個人ゲームレコード（しながわシティ）
| 項目             | 記録 | 選手                             | 達成日                 | 備考                     |
| 得点             | 42点 | アドネシー・ジョシュア・ブラマー | 2022年11月20日、岡山   |                          |
| リバウンド       | 26個 | ハイデン・コヴァル               | 2024年11月21日、埼玉戦 |                          |
| アシスト         | 15個 | 上松大輝                         | 2023年3月17日、三重戦  |                          |
| スティール       | 10個 | 伊藤良太                         | 2024年1月20日、立川戦  | B3（B1＆B2含む）歴代最多 |
| ブロックショット | 9個  | ハイデン・コヴァル               | 2024年2月11日、三重戦  | B3（B1＆B2含む）歴代最多 |
| 3Pシュート成功   | 7個  | 東宏輝                           | 2024年9月30日、三重戦  |                          |

## 選手とスタッフ
| 記号説明 |                           |  |                           |
|          | チームキャプテン          |  | (C) オフコートキャプテン  |
|          | 故障者                    |  | (+) シーズン途中契約      |
|          | (S) 出場停止              |  | (帰) 帰化選手             |
|          | (ア) アジア特別枠選手     |  | (申) 帰化申請中選手（B3） |
|          | (特) 特別指定選手         |  | (留) 留学実績選手（B3）   |
|          | (育) ユース育成特別枠選手 |  | (U) U22枠選手             |

公式サイト
| - ロースター - スタッツ - 故障者リスト | - 選手契約登録規程 B1.B2 / B3 - FA選手リスト |

### 過去の所属選手
| しながわシティ時代 - 清水隆平（2016-2018、2020-2023）二代目ダブルキャプテン - 上松大輝（2017-2018、2022-2023）二代目ダブルキャプテン - 枡田祐介（2019-2022）初代キャプテン - マイケル・クレイグ（2020、2024-2025） - 平良彰吾（2021-2022） - 関口サムエル（2021-2023） - アドネシー・ジョシュア・ブラマー（2022-2023） - 高橋育実（2022-2024） |

東京サンレーヴス時代
- 青木康平（2012-2013）
- 佐々木クリス（2012-2013）バスケットボールアナリスト・解説者
- 伊藤拓郎（2012-2014）
- 佐藤マクファーレン優樹（2012-14、2016-17）バチェラー出演
- 井上聡人（2012-2015）
- 栗原祐太（2012-2015）
- 師玉祐一（2012-2017）
- アンソニー・ストーバー（2013-2014）ブロックショット王
- 井手勇次（2013-2015）MIP
- 金井賢治（2013-2015、2018-19）
- 澤地サミュエル・ジュニア（2014、2019-2020）
- ウィル・フォスター（2014-2015）リバウンド王、ブロックショット王
- アンドレ・マレー（2015-2018）Season BEST5、スティール王
- 山田安斗夢（2018-2019）Season BEST5
- 佐々木優希（2018-2021）
- 遥天翼（2019-2020）Season BEST5
- ジョシュア・クロフォード（2019-2020）リバウンド王

## 3人制チーム
SHINAGAWA CITY.EXE（しながわシティ ドット エグゼ）は、東京都品川区を本拠地とする3人制プロバスケットボールチーム。5人制バスケットボール・Bリーグ所属の「しながわシティバスケットボールクラブ」の3人制チームとして2025年に発足。3x3.EXE PREMIER 2025に参入する。